# Maia (Ribeira Grande)
Maia es una freguesia portuguesa perteneciente al municipio de Ribeira Grande, situado en la Isla de São Miguel, Región Autónoma de Azores. Posee un área de 21,97 km² y una población total de 1 901 habitantes (2001). La densidad poblacional asciende a 86,5 hab/km². Se encuentra a una latitud de 37° N y una longitud 25º O. La freguesia se encuentra a 89 m s. n. m.
- Datos: Q980072
- Multimedia: Maia (Ribeira Grande) / Q980072

1. ↑  Worldpostalcodes.org,código postal n.º 9625-337.